# Surinaamse parlementsverkiezingen 2015/Kandidatenlijst/V7
Dit is de lijst van kandidaten voor de Surinaamse parlementsverkiezingen 2015 van de combinatie V7. De verkiezingen vonden plaats op 25 mei 2015. De landelijke voorzitter en presidentskandidaat was Chan Santokhi.
De onderstaande deelnemers kandideerden op grond van het districten-evenredigheidsstelsel voor een zetel in De Nationale Assemblée. Elk district had een eigen lijsttrekker. Los van deze lijst vonden tegelijkertijd de verkiezingen van de ressortraden plaats. Daarvoor gold het personenmeerderheidsstelsel. De kandidaten voor de ressortraden staan hieronder niet genoemd. De V7 deed in alle tien districten mee aan de verkiezingen.

## Lijsten
| Partij                                 | Afkorting | Kandidaten | Districten | Stemmen | %     | Zetels |
| -------------------------------------- | --------- | ---------- | ---------- | ------- | ----- | ------ |
| Vooruitstrevende Hervormings Partij    | VHP       | 13         | 5          | 55.276  | 57,16 | 9      |
| Pertjajah Luhur                        | PL        | 10         | 8          | 19.028  | 19,68 | 5      |
| Nationale Partij Suriname              | NPS       | 15         | 10         | 16.049  | 16,59 | 2      |
| Broederschap en Eenheid in de Politiek | BEP       | 8          | 4          | 4.618   | 4,78  | 2      |
| Democratisch Alternatief '91           | DA'91     | 2          | 1          | 1.020   | 1,05  | 0      |
| Surinaamse Partij van de Arbeid        | SPA       | 3          | 3          | 719     | 0,74  | 0      |
| Totaal                                 |           | 51         | 10         | 96.710  | 100   | 18     |

Hieronder volgen de kandidatenlijsten op alfabetische volgorde per district, met het aantal stemmen per kandidaat.

### Brokopondo- 741
1. Ronny Astrado Asabina (BEP) - 502
2. Osta Jennifer Koffie (BEP) - 150
3. Eline Mawie (NPS) - 89

### Commewijne- 6392
1. Ingrid Alma Karta-Bink (PL) - 575
2. Sheilendra Moekesh Hemantkoemar Girjasing (VHP) - 3.159
3. Marlon Eduard Derrick Budike (NPS) - 324
4. Enrique Harlan Ralim (PL) - 2.234

### Coronie- 341
1. Kenneth Desiré Bruining (NPS) - 234
2. Yvan Soerijadie Khouw (PL) - 107

### Marowijne- 917
1. Leo Adang (BEP) - 399
2. Aloysius Phoelsing Koendjbiharie (PL) - 365
3. Kenneth Eric Pallees (NPS) - 153

### Nickerie- 10.917
1. Djoties Wedanand Jaggernath (VHP) - 2.613
2. William Waidoe (PL) - 3.038
3. Jitendra Kalloe (VHP) - 1.193
4. Harriët Sangieta Ramdien (VHP) - 3.342
5. Soedeshchand Jairam (NPS) - 731

### Para- 2055
1. Richard Rinaldo Slijters (NPS) - 1.066
2. Dorien Tojosemito (PL) - 812
3. Harvey Marciano Read (SPA) - 177

### Paramaribo- 37.831
1. Gregory Allan Rusland (NPS) - 4.506
2. Riad Jozef Nurmohamed (VHP) - 1.567
3. Paul Slamet Somohardjo (PL) - 1.368
4. Celsius Waldo Waterberg (BEP) - 840
5. Patricia Nancy Etnel (NPS) - 486
6. Arthur Harry Souw Joe Tjin-A-Tsoi (NPS) - 853
7. Glenn Paul Oehlers (VHP) - 1.977
8. Guno Henry George Castelen (SPA) - 476
9. Winston Jessurun (DA'91) - 857
10. Ruth Elizabeth Francina Coutinho (NPS) - 156
11. Johnny van Coblijn (NPS) - 443
12. Sri Christiani Sopawiro (DA'91) - 163
13. Vishwadath Kishan Ramsukul (VHP) - 2.578
14. Mohamed Faizel Noersalim (PL) - 3.743
15. Ivonne Patricia Meulenhof (BEP) - 584
16. Dewanchandrebhose Sharman (VHP) - 12.223
17. Wayne Keith Telgt (NPS) - 5.011

### Saramacca- 4542
1. Mahinderkoemar Jogi (VHP) - 2.754
2. Diepakkoemar Chitan (PL) - 941
3. Prim Koemar Sardjoe (NPS) - 847

### Sipaliwini- 2001
1. Thea Sieglien Huur (BEP) - 337
2. Rudolf Zeeman (BEP) - 1.268
3. Leendert Abauna (NPS) - 330
4. Bernhard Konoe (SPA) - 66

### Wanica- 31.073
1. Chandrikapersad Santhoki (VHP) - 17.983
2. Raymond Sapoen (PL) - 5.845
3. Asiskumar Gajadien (VHP) - 749
4. Krishnakoemarie Mathoera (VHP) - 2.815
5. Mohammad Barkatoellah Mohab-Ali (VHP) - 2.323
6. Daniëlle Ireen Thea van Windt (NPS) - 820
7. Paul Ricardo Misdjan (BEP) - 538

Kandidaten per alliantie/partij: AC · 
ANC · 
APS · 
DOE · 
DRS · 
MF · 
NDP · 
NOP · 
PING · 
PALU · V7